# Nódulo de Aschoff

Nódulo de Aschoff.

Los nódulos o cuerpos de Aschoff son focos de necrosis fibrilar que se encuentran clásicamente en el miocardio. En orden decreciente se encuentran en el septo interventricular y pared diafragmárica del ventrículo izquierdo, músculo papilar posterior,cono pulmonar y pared diafragmática del atrio izquierdo. Son patognomónicos de fiebre reumática, especialmente en la fase aguda. Inicialmente están rodeados de linfocitos, macrófagos y células plasmáticas, son sustituidos lentamente por cicatrices.  Conforman la Placa de MacCallum en la pared del atrio izquierdo.
Fueron descritos por el patólogo alemán Ludwig Aschoff en 1904.